# Helmond-Oost
Helmond-Oost is een stadsdeel in het oostelijke gedeelte van Helmond. De wijk bestaat uit de buurten Beisterveld, Beisterveldse Broek en Straakven, in de volksmond bekend als resp, Bloemenwijk, Zeeheldenbuurt en de Pronto. Er staan veelal rijtjeswoningen en hoogbouw. Het merendeel ervan zijn huurwoningen. In 1987 is sportpark De Braak aan de wijk toegevoegd.
Helmond-Oost was het meest oostelijk gelegen gedeelte van Helmond tot 1968. Toen werd Helmond uitgebreid met het westelijke deel van de gemeente Bakel en Milheeze, tot aan de Bakelse Aa. In de decennia daarna werden op de nieuwe gronden de wijken Rijpelberg, Brouwhuis en Dierdonk gebouwd.
Dit stadsdeel beschikt over de basisscholen 'de Goede Herder' en Silvester Bernadette.
Er zijn 3 scholen voor speciaal onderwijs: 'Praktijkschool Helmond', 'De Toermalijn' en 'de Hilt' voor orthopedagogisch basis- en vervolgonderwijs (m.n. autisme-gerelateerd).
Het Dr. Knippenbergcollege is een middelbare school voor MAVO, HAVO en VWO.
Helmond-Oost grenst aan de Zuid-Willemsvaart in het oosten en het industrieterrein Hoogeind in het zuiden.
Hoofdplaats: Helmond

Wijken: Binnenstad · Helmond-Oost · Helmond-Noord · 't Hout · Brouwhuis · Helmond-West · Warande · Stiphout · Rijpelberg · Dierdonk · Brandevoort · Industriegebied Zuid

Buurtschappen: Berenbroek · Croy · De Weijer · Diepenbroek · Geeneind · Kloostereind · Kranenbroek · Kruisschot (Dierdonk) · Kruisschot (Stiphout) · Medevoort · Overbrug · Rijpelberg · Scheepstal 

Noord-Brabant: Steden en dorpen      Nederland: Provincies · Gemeenten